# Mètode de propagació del feix
El mètode de propagació del feix (BPM) és una tècnica d'aproximació per simular la propagació de la llum en guies d'ones òptiques de variació lenta. És essencialment el mateix que el mètode anomenat d'equació parabòlica (PE) en acústica subaquàtica. Tant BPM com PE es van introduir per primera vegada a la dècada de 1970. Quan una ona es propaga al llarg d'una guia d'ones durant una gran distància (més gran en comparació amb la longitud d'ona), la simulació numèrica rigorosa és difícil. El BPM es basa en equacions diferencials aproximades, també anomenades models unidireccionals. Aquests models unidireccionals només impliquen una derivada de primer ordre en la variable z (per a l'eix de la guia d'ones) i es poden resoldre com a problemes de valor "inicial". El problema del valor "inicial" no implica temps, sinó que ho fa per a la variable espacial z.
El BPM i el PE originals es van derivar de l'aproximació de l'envolupant de variació lenta i són els anomenats models unidireccionals paraxials. Des de llavors, s'han introduït diversos models unidireccionals millorats. Provenen d'un model unidireccional que implica un operador d'arrel quadrada. S'obtenen aplicant aproximacions racionals a l'operador d'arrel quadrada. Després d'obtenir un model unidireccional, encara cal resoldre'l discretitzant la variable z. Tanmateix, és possible fusionar els dos passos (aproximació racional a l'operador d'arrel quadrada i discretització de z) en un sol pas. És a dir, es poden trobar aproximacions racionals directament a l'anomenat propagador unidireccional (l'exponencial de l'operador d'arrel quadrada). Les aproximacions racionals no són trivials. Les aproximants diagonals estàndard de Padé tenen problemes amb els anomenats modes evanescents. Aquests modes evanescents haurien de decaure ràpidament en z, però les aproximants diagonals de Padé els propagaran incorrectament com a modes de propagació al llarg de la guia d'ones. Ara hi ha disponibles aproximants racionals modificades que poden suprimir els modes evanescents. La precisió del BPM es pot millorar encara més si s'utilitza el model unidireccional de conservació d'energia o el model unidireccional de dispersió única.

## Principis
BPM es formula generalment com una solució a l'equació de Helmholtz en un cas harmònic temporal,
{\displaystyle (\nabla ^{2}+k_{0}^{2}n^{2})\psi =0}
amb el camp escrit com a,
{\displaystyle E(x,y,z,t)=\psi (x,y)\exp(-j\omega t)}
Ara la dependència espacial d'aquest camp s'escriu segons qualsevol polarització TE o TM
{\displaystyle \psi (x,y)=A(x,y)\exp(+jk_{o}\nu y)}
amb el sobre
{\displaystyle A(x,y)} seguint una aproximació que varia lentament,
{\displaystyle {\frac {\partial ^{2}(A(x,y))}{\partial y^{2}}}=0}
Ara la solució quan es reemplaça a l'equació de Helmholtz és la següent:
{\displaystyle \left[{\frac {\partial ^{2}}{\partial x^{2}}}+k_{0}^{2}(n^{2}-\nu ^{2})\right]A(x,y)=\pm 2jk_{0}\nu {\frac {\partial A_{k}(x,y)}{\partial y}}}
Amb l'objectiu de calcular el camp en tots els punts de l'espai per a tots els temps, només necessitem calcular la funció {\displaystyle A(x,y)} per a tot l'espai, i aleshores podem reconstruir {\displaystyle \psi (x,y)}. Com que la solució és per a l'equació de Helmholtz harmònica en el temps, només cal calcular-la durant un període de temps. Podem visualitzar els camps al llarg de la direcció de propagació o els modes de la guia d'ones de secció transversal.

## Mètodes numèrics
Tant els mètodes de domini espacial com els mètodes de domini freqüencial (espectral) estan disponibles per a la solució numèrica de l'equació mestra discretitzada. Després de la discretització en una malla (utilitzant diverses diferències centralitzades, el mètode Crank-Nicolson, FFT-BPM, etc.) i els valors del camp reordenats de manera causal, l'evolució del camp es calcula mitjançant iteració, al llarg de la direcció de propagació. El mètode del domini espacial calcula el camp en el següent pas (en la direcció de propagació) resolent una equació lineal, mentre que els mètodes del domini espectral utilitzen els potents algoritmes DFT directes/inversos. Els mètodes de domini espectral tenen l'avantatge de l'estabilitat fins i tot en presència de no linealitat (a partir de l'índex de refracció o de les propietats del medi), mentre que els mètodes de domini espacial poden arribar a ser numèricament inestables.

## Aplicacions
BPM és un mètode ràpid i senzill per resoldre camps en dispositius òptics integrats. Normalment s'utilitza només per resoldre intensitats i modes dins d'estructures de guia d'ones amb forma (corbades, cònica, acabades), a diferència dels problemes de dispersió. Aquestes estructures solen consistir en materials òptics isotròpics, però el BPM també s'ha ampliat per ser aplicable a simular la propagació de la llum en materials anisotròpics generals com ara els cristalls líquids. Això permet analitzar, per exemple, la rotació de polarització de la llum en materials anisotròpics, l'ajustabilitat d'un acoblador direccional basat en cristalls líquids o la difracció de la llum en píxels LCD.

## Limitacions de BPM
El mètode de propagació del feix es basa en l'aproximació de l'envolupant que varia lentament i és inexacte per a la modelització d'estructures que varien discretament o ràpidament. Les implementacions bàsiques també són inexactes per a la modelització d'estructures en què la llum es propaga en un ampli rang d'angles i per a dispositius amb un alt contrast d'índex de refracció, que es troben habitualment, per exemple, en la fotònica de silici. Tanmateix, les implementacions avançades mitiguen algunes d'aquestes limitacions, permetent que BPM s'utilitzi per modelar amb precisió molts d'aquests casos, incloent-hi moltes estructures fotòniques de silici.
El mètode BPM es pot utilitzar per modelar la propagació bidireccional, però les reflexions s'han d'implementar iterativament, cosa que pot provocar problemes de convergència.